# Данциг, Гленн
Гленн Аллен Анцалоне (англ. Glenn Allen Anzalone, более известный как Гленн Данциг англ. Glenn Danzig; род. 23 июня 1955, Лодай, Нью-Джерси, США) — американский певец, поэт, продюсер и предприниматель, а также основатель музыкального жанра хоррор-панк и таких групп как «Misfits», «Samhain» и «Danzig». Также Гленн владеет собственным рекорд-лейблом «Evilive» и компанией «Verotik», выпускающей серии комиксов для взрослых.
Музыкальная карьера Гленна началась в 70-х годах и включала в себя такие жанры как панк-рок, хэви-метал и блюз. Также он писал песни для таких легендарных музыкантов как Джонни Кэш и Рой Орбисон.
Как певец, Данциг известен своим выдающимися вокальными данными, поэтому его часто сравнивают с такими певцами как Элвис Пресли, Джим Моррисон, Рой Орбисон и Howlin' Wolf (Chester Arthur Burnett, влиятельный блюз-исполнитель). Сам Данциг указывал, что вокальное влияние на него произвёл Билл Медли.
Как автор, Данциг известен своими пристрастиями к хоррору, оккультизму, сатанизму, эротике и сплэттеру.

## Ранняя жизнь
Гленн Данциг родился в 1955 году в Нью-Джерси, в протестантской семье с итальянскими, немецкими и шотландско-американскими корнями. У него есть два старших брата и один младший. Их отец, ветеран Второй мировой и корейской войны, работал на телевидении в качестве мастера-ремонтника. Один из братьев познакомил Гленна с хэви-металом, дав послушать пластинку группы «Blue Cheer». Группами, оказавшими на него наибольшее влияние, Данциг называет также «Black Sabbath» и «The Doors».
Позже Гленн начал коллекционировать комиксы (в особенности комиксы золотого века комиксов — 1930-40-х годов), редкие японские игрушки, оккультные книги, вещи, связанные с фильмами ужасов, постеры к фильмам и черепа умерших животных. Он был изгоем в школе.

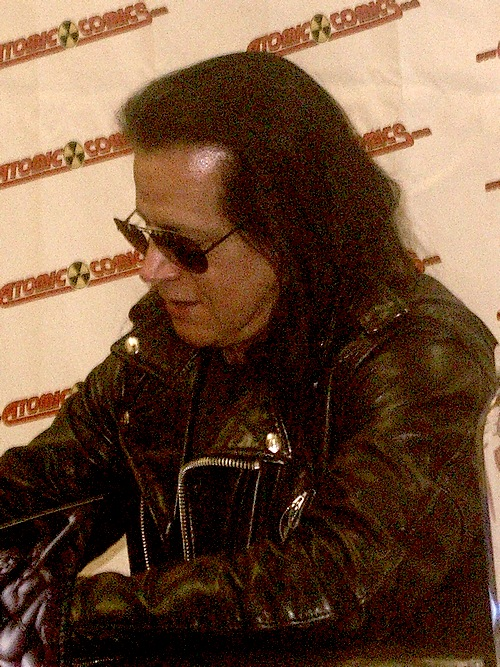
Автограф-сессия Atomic Comics, 2010 год

Как-то Данциг сказал, что работал в магазине комиксов в Нью-Йорке до того, как начать писать песни, но потом он яро отрицал это в интервью одному из веб-сайтов: «Нет… это всё херня. Я никогда не говорил такого бреда. Это лишь {fucking} слухи людей, которым не удалось взять у меня интервью, вот они и наговорили что-то своё». В продолжении интервью Данциг сказал, что из-за неприязни к новым американским комиксам, он начал создавать свои «ненормальные, кровавые, эротические комиксы».
Когда Гленн окончил школу в 1973, он был полон амбиций стать фотографом или художником комиксов. Он посещал художественную школу, а позже и школу фотографии, в Нью-Йоркском институте фотографии. Гленн в 90-х годах основал свою компанию по производству эротических комиксов — «Verotik».

## Музыкальная карьера

### Ранние годы
Гленн начал свою музыкальную деятельность в 11 лет, сначала как техник барабанщика на концертах, а потом как басист в местных группах.

Гленн никогда не брал вокальных уроков; когда он взял в руки микрофон, его вокальная мощь быстро дала ему известность на местной сцене. В ранние годы Данциг (уже тогда молодой Анцалоне сменил фамилию на фамилию своих немецких предков) пел в множестве местных групп, большинство из которых играли часть собственных песен и часть песен Black Sabbath.

Наступил 1977-й, Данцигу 21 и он создаёт The Misfits. Группа выпускала пластинки на «подвальном» лейбле Гленна Данцига — Plan 9 record (сначала назывался просто Blank). В Misfits сочетались вокальные таланты Гленна и стилистика страшных историй. Misfits звучали быстрее и тяжелее их собратьев из Нью-Йорка — The Ramones. Misfits добавляли в свой стиль влияние рокабилли.

В 1983 году, после выпуска множества синглов и трёх альбомов, Данциг распустил Misfits в связи с враждой между участниками и неудовлетворённостью самого Гленна в музыкальных способностях остальных.
Музыка Misfits эпохи Гленна Данцига многое заимствовала из второсортных фильмов ужасов (B-movies) и научно-фантастических фильмов. В отличие от следующей инкарнации группы, с Гленном они пели также о всемирных скандалах в песне «Bullet» (убийство Кеннеди), об известных личностях в «Who Killed Marilyn?» (в которой высказывается альтернативная теория относительно самоубийства Мэрлин Монро), в «Hollywood Babylon», вдохновлённые книгой Кеннета Энгера, Данциг поёт о ранних годах Голливуда.

### После Misfits
После Misfits Гленн основал новую группу — Samhain. Их первый альбом, Initium, вышел в 1984-м.

Samhain сразу же начали привлекать внимание крупных лейблов, таких как Epic и Elektra. Рик Рубин, музыкальный продюсер и глава лейбла Def American, приметил группу на концерте на New Music Seminar. В 1987, после 2 альбомов и одного EP, Samhain подписали контракт с Рубином и заменили своё название на фамилию Гленна — Danzig (это позволяло им избежать юридических проблем и «не стесняться» будущих изменений в составе). На тот момент Danzig состояли из гитариста Джона Христа, басиста Ирри Вона (перешёл с Гленном из Samhain), барабанщика Чака Бисквитса (играл ранее в Circle Jerks, Black Flag и D.O.A) и, конечно же, вокалиста Гленна Данцига.

В 1987 группу попросил об услуге Рой Орбисон, он хотел, чтобы Danzig написали ему песню. Результатом стала «Life Fades Away», вошедшая в саундтрек к фильму «Less Than Zero»

В 1988 свежеиспечённые Danzig выпустили свой дебютный диск с простым названием — «Danzig». Пластинка представляла ярый контраст с работами Samhain и была выдержана в стиле медленного хэви метала с высокими примесями блюза. Среди выделяющихся треков — «Twist of Cain», «Am I Demon», «Mother», и «She Rides». На песнях «End of Time» и «Soul on Fire» мелодичный и мягкий вокал Гленна представлен во всей красе.

Тексты песен, уже ставший более серьёзными после перехода из Misfits в Samhain, прогрессировали ещё дальше и стали «пугающими изображениями судеб в грации и чудовищности».

В 1990-м их следующий альбом — «Danzig II — Lucifuge» ознаменовал резкую смену стиля, более глубокое погружение в блюз. Этот альбом часто называется самым популярным среди фанатов. Выделяющиеся песни с этого альбома — «Long Way Back From Hell», «777», хард-роковые «Girl» и «Her Black Wings», а также песни с вдохновением от Элвиса Пресли «I’m the One» и «Blood and Tears».
Ещё в 90-х Гленн выпустил то, что должно было быть третьим альбомов Samhain, «Samhain Grimm». Песни с 1 по 5 это ранее неизданные материалы. В 2000-х вышел ремастер, в котором были добавлены треки 6-9, являющиеся демозаписями с сессий «Unholy Passion».
Однако, название «Samhain Grimm» никогда не было использовано, этот альбом более известен под названием «Final Descent».
Также Глен продюсировал дебютный альбом группы Kinghorse.

31 октября 1991 Danzig исполнили акустический концерт в клубе «Bordello».

В 1992 Danzig в очередной раз изменили музыкальное направление на быстром, драйвовом Danzig III — How the Gods Kill. Из десяти песен лишь грустная и медленная «Sistinas» расходится с мощными гитарными риффами и яростными текстами таких песен как «Left Hand Black», «Godless» and «Bodies».

В этом же году Гленн записал альбом классической музыки «Black Aria».
Danzig попали в мейнстрим после того, как клип на песню «Mother» стал хитом на Mtv (через шесть лет, после того как вышел дебютный альбом).

Альбом Danzig IV увидел свет в 1994-м и стал возвращением группы с хард-року и блюзу с дальнейшим развитием вокальных талантов Гленна.

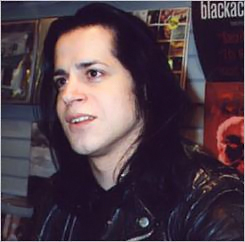
1996 год

В 1996-м у группы наступил кризис — классический состав распался. Джон Христ ушёл из группы недовольный своей ролью в ней и по причине малого вклада в творчество. Чуть позже ушли и Ирри с Чаком из-за не выплаты роялти. Дело в том, что продюсер Рик Рубин начал терять интерес к группе и с каждым альбомом он все больше и больше отдалялся от работы с ней. Это повлекло за собой скандалы и испорченные отношения с лейблом. 

Но Гленн просто нашёл новых музыкантов.
Danzig подписали контракт с лейблом Hollywood Recordings (дочерний лейбл компании Disney) и выпустили новый альбом — «Blackacidevil». Опять же они освоили новый музыкальный стиль — альбом был под сильным влиянием индастриала.

В 1999-м году, во время тура в поддержку шестого альбома — Danzig 6:66 — Satan’s Child, Danzig собрали бывших участников Samhain — барабанщика Стива Зинга и London May. Гитарист Danzig, Todd Youth, заменял Пита «Damien’a» Маршала, который отказался от турне с Гленном ради Игги Попа. Басист Ирри Вон не был приглашён из-за прошлых обид, вместо него на басу играли или Стив Зинг или London May, меняясь во время «поливания кровью».

Хотя Danzig и не получали больше таких почестей как за песню «Mother», они все равно обрели множества поклонников по всему миру.

### 21-й век
В 2003 Гленн основал фестиваль Blackest of the Black для того, чтобы обеспечить альтернативу Ozzfest’y и создать стартовую платформу для тёмных метал групп. Некоторые известные группы приняли участие в фестивале, например, Dimmu Borgir, Superjoint Ritual, Nile, Opeth, Lacuna Coil, Behemoth, Mortiis and Marduk.

В 2005 году, во время тура в поддержку восьмого альбома «Circle of Snakes», Danzig пригласили особого гостя — гитариста Misfits Дойла, для 20-минутного сета из классических песен Misfits. «Чтобы все были довольны, я пригласил Дойла для особого песенного сета на тур „Blackest of the Black“. Это первый раз за 20 лет, когда мы играем вместе. Это ближайшая вещь к воссоединению классических Misfits (не планируется вообще), которую вы можете увидеть»{из интервью Гленна сайту KNAC.com в 2004-м}

Однако, была замечена реклама концерта 2007 года «Playing classic Misfits and Danzig Songs»(«Классические песни Misfits и Danzig») на котором не было сыграно никаких песен Misfits. Видео разъярённых фанатов можно найти на YouTube.

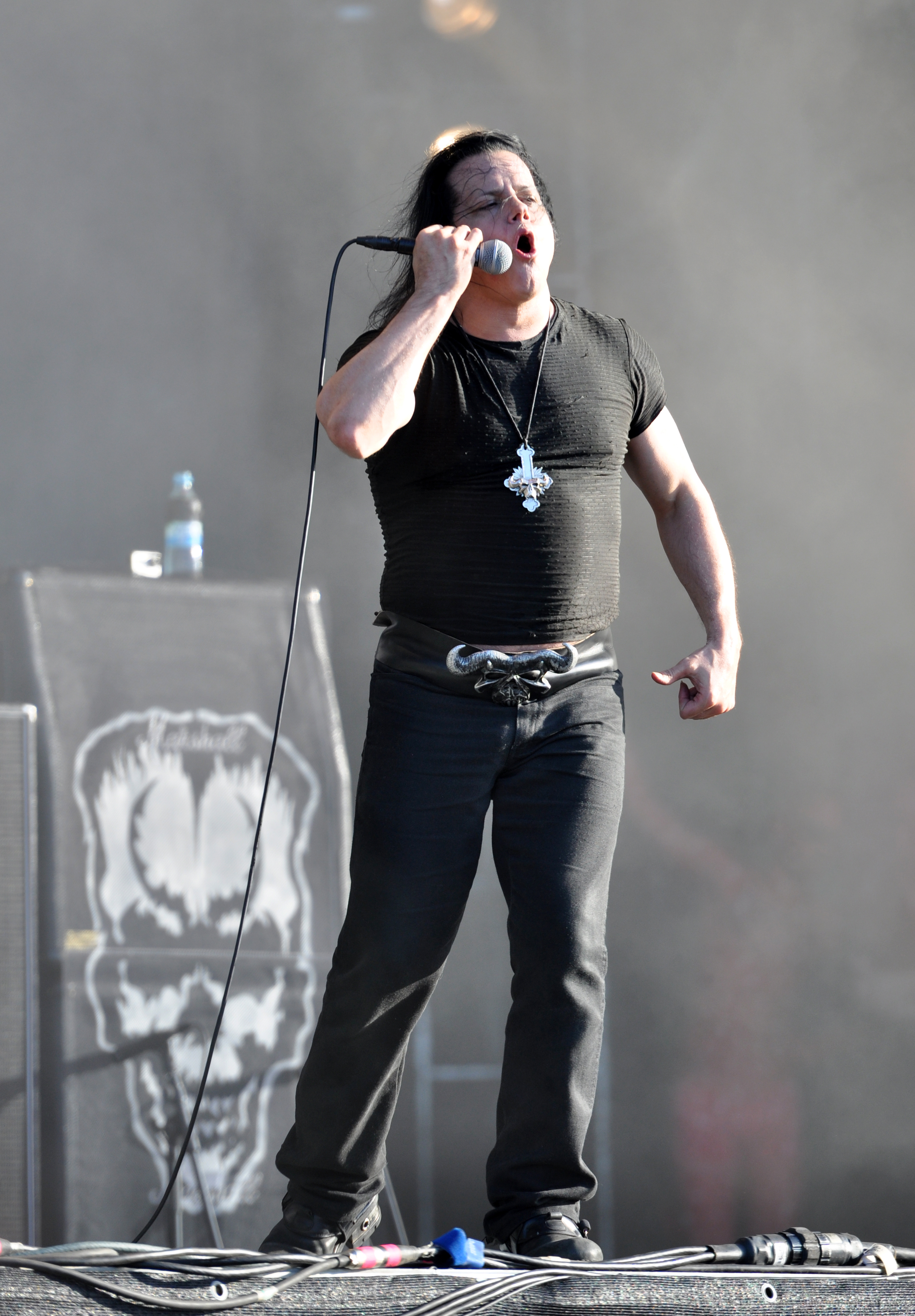
Wacken Open Air 2013

Black Aria II (продолжение альбома классической музыки Black Aria) была выпущена 17 октября 2006. Также Danzig пригласили Стива Зинга для исполнения песни Samhain на концертах по западному побережью. В Лос-Анджелесе и Лас-Вегасе Дойл присоединился к группе по требованию фанатов.

Гленн и Дойл являются большими друзьями и Гленн спродюсировал дебютный альбом группы Дойла Gorgeous Frankenstein.

В октябре-ноябре 2007 Danzig взяли с собой Gorgeous Frankenstein, Horrorpops и Suicide City в турне. Эти «3 weeks of Halloween» были туром в поддержку недавнего альбома, а точнее сборника неизданных песен, охватывающего все творчество Danzig, The Lost Tracks of Danzig.

В последнее время Гленн все чаще говорит, что устаёт от изматывающих концертов и турне и поэтому планирует заняться работой над комиксами и фильмами.

## Телевидение и кино
Гленн появился в серии «Cybernetic Ghost of Christmas Past from the Future» мультфильма Aqua Teen Hunger Force, он купил дом у персонажа Карла. Также Гленн исполнил роль падшего ангела в фильме с участием Кристофера Уокена, Пророчество 2.

## Личная жизнь
В январе 1992 Гленн стал учеником Джерри Потита, всемирно признанного мастера боевых искусств стиля Джит Кун До. С тех пор Данциг получил степень учителя. Также Данциг учился Муай-Тай. Что касается татуировок, то у Данцига есть знаменитый череп, символизирующий группы Samhain и Danzig, летучая мышь с не менее знаменитым черепом Crimson Ghost’a (логотип Misfits), голова волка с надписью «Wolf’s Blood» (в честь одноимённой песни Misfits), а также есть татуировка в районе крестца (логотип японского комикса Девилок по японски). Гленн владеет большой коллекцией книг по оккультизму, религии и исследованиям загадочных убийств. Хотя Гленн и выставляется как Сатанист в СМИ, он отрицал это в нескольких интервью.

## Дискография

### Misfits

#### Студийные альбомы
• Walk Among Us

• Earth A.D./Wolfs Blood

• Static Age

#### Сборники
• Legacy of Brutality

• Collection I

• Collection II

• Box Set

• Beware — The Complete Singles 77-82 (неофициально)

#### Концертные альбомы
• Evilive

#### Синглы
• Cough/Cool

• Bullet

• Teenagers From Mars

• Horror Business

• Night Of the Living Dead

• Halloween

• Die, Die My Darling

#### Ep
• Beware

• 3 Hits From Hell

• Evillive

### Samhain

#### Студийные альбомы
• Initium

• November Coming Fire

• Final Descent

#### EP
• Unholy Passion

#### Концертные альбомы
• Samhain Live ’85-‘86

### Danzig

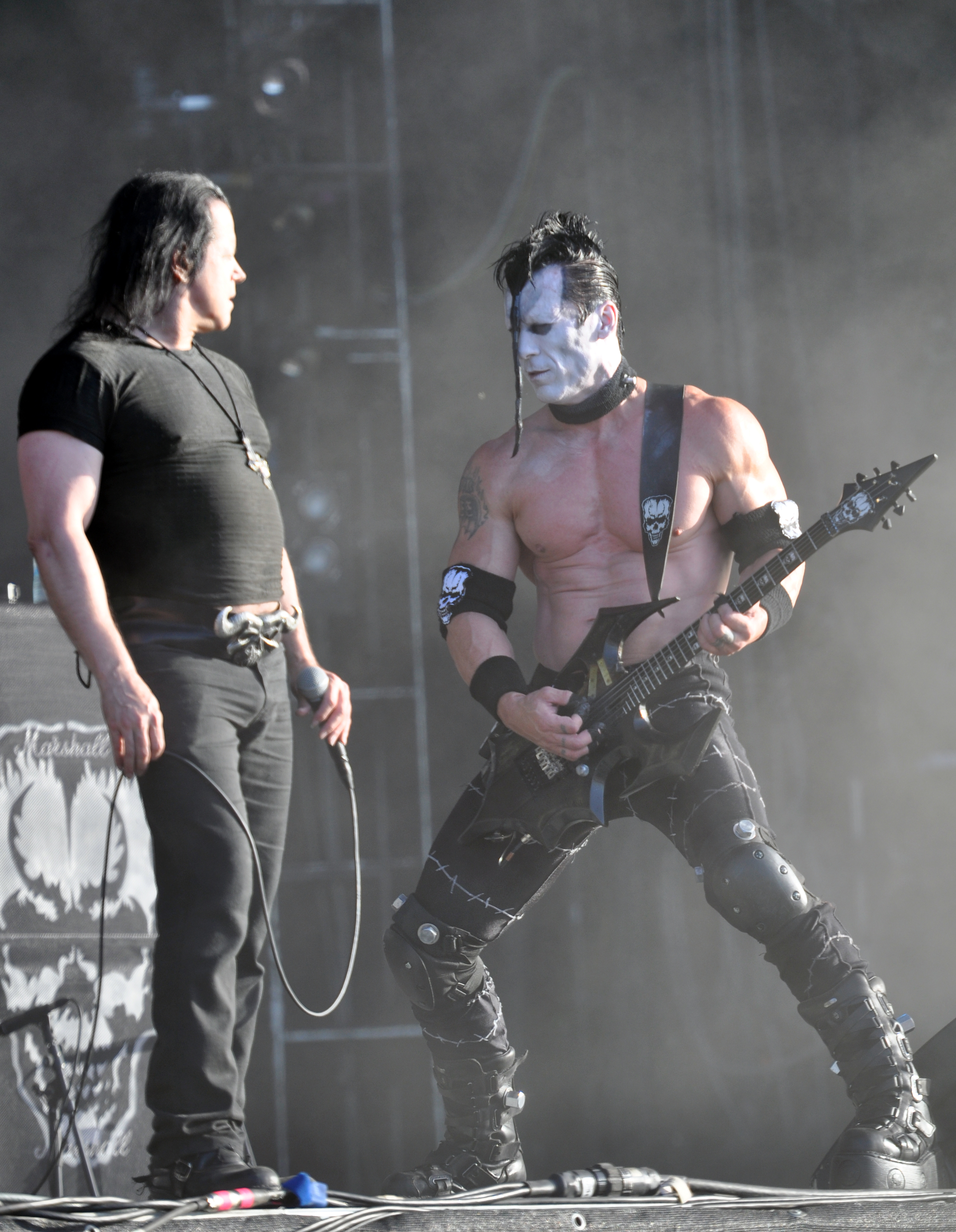
Данциг и Дойл, выступление на фестивале «Wacken», 2013 год

#### EP
• Thrall: Demonsweatlive (1993)

• Sacrifice (1996)

#### Студийные альбомы
• Danzig (1988)

• Lucifuge (1990)

• How The Gods Kill (1992)

• Danzig IV (1994)

• Blackacidevil (1996)

• Satan’s Child (1999)

• I, Luciferi (2002)

• Circle Of Snakes (2004)

• Deth Red Sabaoth (2010)

• Skeletons (2015)

• Black Laden Crown (2017)

• Danzig Sings Elvis (2020)

#### Концертные альбомы
• Live on the Black Hand Side (2001)

#### Сборники
• The Lost Tracks Of Danzig (2007)l

### Соло-карьера
• Black Aria (1992)

• Black Aria II (2006)